# フェルハト・ギョルギュリュ
フェルハト・ギョルギュリュ（Ferhat Görgülü、1991年10月28日 - ）は、オランダ・フェーンダム出身のサッカー選手。FCエメン所属。ポジションはDF。